# Pediocactus simpsonii
Espèce
Classification phylogénétique
Statut de conservation UICN

 LC  : Préoccupation mineure
Statut CITES
Pediocactus simpsonii est une espèce de la famille des Cactaceae, originaire des États-Unis. Cette espèce de morphologie variable, mais de forme généralement hémisphérique, a la plus grande aire de répartition de tous les Pediocactus.

## Description morphologique

### Appareil végétatif
La tige généralement non ramifiée de ce cactus se présente sous la forme d'une hémisphère ovoïde voire d'une sphère verte couverte de tubercules (aréoles) circulaires ou ovales, disposés en spirale et portant les épines. Cette tige mesure de 2,5 à 15 cm de hauteur et de 3 à 15 cm de diamètre. Elle a tendance à s'aplatir en hiver quand la plante se trouve dans les conditions naturelles.
Les épines, denses, lisses et relativement dures couvrent toute la tige. Sur chaque aréole, il y a 4 à 11 épines centrales droites ou légèrement incurvées, brun-rouge ou brun-noir (rarement noir) avec une base jaune ou de couleur crème, de 0,5 à 2,5 cm de long, et 15 à 35 épines radiales minces, droites, blanches, de 0,3 à 1,2 cm de long.

### Appareil reproductif
La floraison en milieu naturel a lieu entre avril et juin.
Les fleurs ne sont généralement pas solitaires. Ces fleurs, d'un diamètre de 1,5 à 2,5 cm et longues de 1,2 à 3 cm, sont constituées de nombreux tépales. Ces derniers ont des dimensions de 9 à 25 mm de long pour 3 à 6 mm de large ; ils ont une couleur variable (blanc, rose, magenta, jaune ou jaune verdâtre), les tépales extérieurs portant une ligne vert-brun. Les fleurs ne s'ouvrent que de jour. Les étamines sont jaunes et les lobes du stigmate sont verts,.
Le fruit est vert teinté de rouge, globuleux. Il devient brun-rouge et sec en mûrissant ; il est déhiscent. Il a une longueur de 6 à 11 mm et un diamètre qui va de 5 à 10 mm. Les graines sont grises ou noires et mesurent 2 à 3 mm,.

## Répartition et habitat
Ce cactus pousse en solitaire ou en groupe pouvant réunir une cinquantaine d'individus.
Il pousse à des altitudes assez élevées, de 1 400 à 3 500 m (mais plus généralement entre 2050 et 3050 m), où les précipitations sont variables d'un site à l'autre, autour de 200 mm pour les sites les plus secs et jusqu'à 500 mm sur des sites de l'Utah ou du Colorado ; il redoute particulièrement la chaleur humide. Il croît dans des états situés en zone de rusticité 4 et 5 et ne craint pas les gels importants ni les fortes amplitudes thermiques journalières propres au climat de haute montagne[source insuffisante].
Il pousse souvent sur sol secs et poudreux, en association avec des genévriers et des pins (association Pinus-Juniperus), ou avec des buissons d'Artemisia tridentata dans des zones steppiques et caillouteuses. Ses exigences en eau sont faibles, mais il demande beaucoup de lumière.
Originaire de l'ouest des États-Unis, on peut trouver ce Pediocactus simpsonii à l'état sauvage du Montana au Nouveau-Mexique.

## Statut et préservation
Elle est protégée par le CITES en annexe II depuis 1975 et par la Communauté européenne en annexe B depuis 1997.

## Culture
Comme tous les Pediocactus, cette espèce est difficile à maintenir en culture. Elle se cultive comme une plante alpine et se plait mieux en plein air, ce qui lui assure une bonne aération, des forts gels, et une bonne exposition au soleil, trois conditions indispensables à sa culture.
Elle supporte aisément les gels les plus intenses d'Europe du Nord, à condition d'être parfaitement au sec d'octobre à février. Elle apprécie également une épaisse couverture neigeuse protectrice.
La période de croissance se situe au printemps durant laquelle l'eau de fonte des neiges de haute montagne est disponible. Les températures restent relativement fraiches. En culture, c'est le moment de l'arroser (mars-avril).
Au début de l'été, avec les chaleurs, la plante entre en repos végétatif, il faut suspendre les arrosages, sans quoi elle risque de succomber à l'excès d'humidité non-absorbé par les racines.
Elle doit être cultivée sur un sol léger minéral avec un peu d'humus.

## Systématique

### Variétés
Il existe au moins trois variétés de Pediocactus simpsonii,:
- Pediocactus simpsonii var. minor (Engelm.) Cockerell : Est du Colorado, Nord du Nouveau Mexique, Sud-Est du Wyoming (généralement à des altitudes plus élevées que les autres variétés). Elle présente une tige généralement plus petite que la variété simpsonii et peut croître à une altitude plus élevée.
- Pediocactus simpsonii var. robustior (Coult.) L.Benson : Est de l’État de Washington et de l’Oregon, Ouest de l’Idaho, Nord-Est du Nevada (soit généralement plus au nord que les autres variétés). La tige est plus allongée et les épines plus robustes que celles des deux autres variétés. Cette variété bénéficie de mesures de protection dans l'État du Nevada[9].
- Pediocactus simpsonii var. simpsonii  (Engelm.) Britton & Rose : Sud de l'Idaho, Montana, Dakota du Sud, Wyoming, Utah, Colorado, Nord de l’Arizona et du Nouveau Mexique (cette variété présente la plus large répartition). Cette variété bénéficie de mesures de protection dans les États du Nevada et de l'Arizona[9].

Il est difficile de séparer les différentes variétés selon des critères morphologiques, car les variations dans les dimensions de la tige et la couleur des fleurs sont régulières entre les différentes zones géographiques.
- Pediocactus simpsonii var. nigrispinus Hochstätter est maintenant considérée comme une espèce à part, Pediocactus nigrispinus (Hochstätter) Hochstätter[10]
- Pediocactus simpsonii subsp. bradyi (L.D. Benson) Halda est de même considéré comme une espèce à part entière, Pediocactus bradyi L.D. Benson[11].

### Taxonomie
L'espèce a été décrite en 1863 par le médecin et botaniste d'origine allemande George Engelmann, sous le nom Echinocactus simpsonii, dans "Transactions of the Academy of Science of St. Louis". Elle a été renommée Pediocactus simpsonii en 1913 par les botanistes américains Nathaniel Lord Britton et Joseph Nelson Rose.
De nombreuses appellations ont été utilisées pour ce cactus:
- Echinocactus simpsonii Engelm.
- Mammillaria simpsonii (Engelm.) M.E.Jones
- Echinocactus simpsonii var. minor Engelmann
- Echinocactus simpsonii var. robustior J. M. Coulter
- Pediocactus simpsonii subsp. bensonii (Engelmann) Hochstätter
- Pediocactus simpsonii var. hermannii (W. T. Marshall) W. T. Marshall
- Pediocactus simpsonii subsp. idahoensis Hochstätter
- Pediocactus simpsonii var. indraianus Hochstätter
- Pediocactus simpsonii subsp. robustior (J. M. Coulter) Hochstätter
- Pediocactus simpsonii var. robustior (Engelmann) L. D. Benson